# Claymore (манґа)
Claymore (яп. クレイモア, Куреімоа, укр. Клеймор) — популярна манґа в жанрі темного фентезі, написана та ілюстрована японським манґакою Яґою Норіхірою, яка розповідає про боротьбу напівлюдини-напівмонстра Клер з ворогами та власною темною суттю.
Вперше з'явилася в шьонен журналі Monthly Shonen Jump у номері за травень 2001 року. Після того, як в червні 2007 року журнал Monthly Shonen Jump був закритий, видавництво Shueisha перенесло видання цієї манґи в Weekly Shonen Jump. У листопаді 2007 року, після відкриття видавництвом Shueisha нового журналу Jump Square, публікація Клеймор була перенесена туди.
Студією Madhouse перші 11 томів оригінальної манґи були екранізовані в 26-серійний аніме-серіал. Прем'єра аніме відбулась 3 квітня 2007 року на японському телеканалі NTV. Серіал демонструвався в нічному ефірі щовівторка. Остання серія вийшла 25 вересня 2007 року на тому ж телеканалі.
25 липня 2007 року за мотивами аніме вийшов саундтрек альбом, а 27 вересня 2007 року музичний альбом присвячений окремим героїням серіалу.
Як аніме, так і манґа рясніють сценами насильства та жорстокості. Серіал часто порівнюють з аніме та манґою «Берсерк».

## Світ
Дія серіалу та манґи відбувається у світі альтернативного Середньовіччя. У цьому світі люди співіснують з перевертнями — йома (яп. 妖魔), що харчуються людським м'ясом. Приймаючи зовнішність своїх жертв, йома можуть ховатися серед людей. Крім того, з'ївши мозок людини, чудовисько може оволодіти її спогадами.
З метою боротьби з йома безіменна таємна організація створила орден могутніх воїнів, які отримали прізвисько «клеймор» через свої величезні дворучні мечі — клеймори.
Місто, чиє населення страждає від набігів йома, може направити запит в організацію з проханням вбити монстрів, які орудують на його території. Прийнявши запит, організація посилає туди клеймору та, у разі успішного вбивства йома, представник організації забирає у городян плату.

## Клеймори

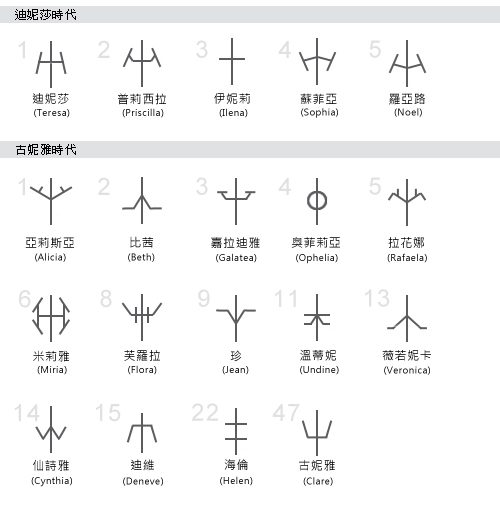
Символи клейморів

Процес створення клейморів має своєю складовою введення в людський організм крові та плоті йома. У результаті на світ з'являються напівлюди-напівмонстри, сильніші та розумніші від чистокровних йома. Ці напів-кровки здатні відчувати йома, що прийняв людський вигляд.
На момент подій аніме та манґи клейморами можуть стати тільки дівчата. У минулому для створення воїнів клеймор також використовували хлопчиків але виявилося, що психіка чоловіка не може довго стримувати сутність йома і практично всі чоловіки-клеймори рано чи пізно перетворюються на монстрів.
Кожна клеймора набуває здатності використовувати йокі (яп. 妖気) — силу, що використовується йома для перетворень та інших надприродних дій. Використовуючи силу йома, клеймор поступово втрачає свою людську природу та може перетворитися на чудовисько страшніше за будь-якого звичайного йома. Цей процес називається Пробудженням (яп. 覚醒). Як правило, воїни-клеймори віддають перевагу смерті над Пробудженням; для цього вони посилають одній зі своїх соратниць так звану «Чорну Карту»  — прохання про вбивство. Якщо ж клеймор прокидається, вона втрачає останні залишки людяності та перетворюється на кровожерливого хижака.

### Уніформа клеймор
Воїни-клеймор носять уніформи, що складаються з двох предметів блідо-сірого стягуючого одягу (сорочка з довгими рукавами та штани). Клеймор, які здатні змінювати своє тіло, замінюють частини або всю уніформу чорним еластичним матеріалом, який повторює зміни форми тіла. Поверх цього вони носять деякі обладунки: металеві черевики до литок (із невисокими підборами), великі наручі, наплічники та ламінарну (пластинчасту) панцирну спідницю з щитками на стегнах. Також вони носять короткий плащ.

### Символи клеймор
Кожен воїн-клеймор має свій індивідуальний та унікальний символ, який наноситься на меч клеймор, а також на шматок тканини на шиї. За допомогою цього символу клеймор розпізнають одна одну, а також упізнають тіла мертвих клейморів, які не можливо розпізнати іншим шляхом.

## Сюжет
Сюжет починається з моменту, коли одна з клейморів на ім'я Клер приходить в невелике містечко із завданням ліквідовувати йома. Коли Клер приступає до пошуків, з нею знайомиться Ракі — хлопчик, батьків якого вбив йома. Після бесіди, під час якої Ракі висловлює Клер свою дружелюбність, клеймор, відчуваючи від нього запах йома, вирішує простежити за ним. Так вона знаходить та вбиває перевертня, який ховався під зовнішністю брата Ракі. Незабаром після цього Ракі виганяють з селища — доля усіх дітей, чиїх родичів зжерли йома. Він вирішує слідувати за Клер, в якій бачить не монстра, як решта людей, а воїна, що помстилася за смерть його близьких, і просто прекрасну дівчину. Так починаються мандри клеймори та людини.

## Персонажі

Клер

Тереза

Лакі

Клер (яп. クレア) — головна героїня аніме та манґи. Клеймора, що б'ється з йома та з власним бажанням «пробудження».
Коли вона була ще маленькою дівчинкою, йома вбив та з'їв всю її сім'ю, перетворившись на її брата. Після того, як прислана Організацією клеймора вбила монстра, занімілу від цих події дівчинку вигнали з міста. За межами міста Клер потрапила до рук іншого йома, який використовував її як частину свого маскараду та як свою іграшку — катував її. Клеймора, яку звали Тереза вбила йома, що мучив Клер, і та вирушила за Терезою. Спочатку Тереза презирливо ставилася до дівчинки, але поступово стала відчувати до неї симпатію та дозволила стати її супутницею. Рятуючи Клер від бандитів, Тереза порушила правило організації — заборону для клейморів вбивати людей, і Організація винесла їй смертний вирок. Під час бою з Терезою, одна з найталановитіших та найперспективніших молодих клейморів Прісцилла «прокинулася», перетворившись на монстра. Клер поклялась помститися Прісциллі і тому сама стала клейморою.
Клер має номер 47, що є найнижчим номером у табелі рангів, тобто вона є найслабшою зі всіх клейморів. З часом, розвиваючи свої та отримані від Терези здібності, та пробудивши свою суть йома, Клер вдається стати на один рівень з найсильнішими клейморами.
Сейю: Кувашіма Хоко
Тереза (яп. テレサ) — найсильніша клеймора свого часу, № 1 у табелі рангів клейморів. Також відома під прізвиськом «Тереза Слабка Посмішка» (яп. 微笑のテレサ) через свою звичку посміхатись, вбиваючи ворогів. Відрізнялася холодністю та жорстокістю, навіть в Організації клеймор мала репутацію «найстрашнішого зі всіх існуючих монстрів». Стала № 1 після того як з легкістю розправилася з клейморою Розмарі, яка була № 1 до неї.
Врятувала Клер від йома та поступово прив'язалася до неї. Рятуючи Клер від бандитів, Тереза порушила заборону для клейморів вбивати людей і за це була вбита клейморою Прісциллою.
Після смерті, частину її плоті та крові, у надії зберегти її унікальні здібності, було введено до тіла Клер. Цим вона відрізняється від інших клейморів яким вводять кров та плоть йома.
Сейю: Ромі Лакі
Лакі (яп. ラキ) — молодий хлопець, який залишився без сім'ї внаслідок нападу йома на його село.
Коли Клер перемогла йома хлопчика вигнали з селища та залишили напризволяще. Клер пригадала як її саму колись вигнали зі свого селища і тому дозволила Лакі залишитися її супутником на правах похідного кухаря, сподіваючись залишити його в найближчому місті, але потім прив'язалася до нього.
Під час битви Клер з клейморою № 4 Офелією, Лакі загубився. Намагаючись відшукати Клер, він зустрічає колишніх клейморів, а зараз пробуджених Іслі та Прісциллу, та вирішує подорожувати з ними.
Спочатку Лакі не має ніяких особливих здібностей, але, завдяки навчанню у Іслі, стає надприродно майстреним мечником. Так наприклад, він може, залишаючись людиною, битися на одному рівні з йома.
Продовжує пошуки Клер, попри те, що навіть не знає чи жива вона.
Сейю: Мотокі Такаґі

## Манґа

Обкладинка першого тому манґи

Манґа Claymore вперше з'явилася в шьонен-журналі Monthly Shonen Jump у травневому номері 2001 року. Після того, як в червні 2007 року журнал Monthly Shonen Jump був закритий, видавництво Shueisha перенесло видання цієї манґи в Weekly Shonen Jump. У листопаді 2007 року, після відкриття видавництвом Shueisha нового журналу Jump Square, публікація Клеймор була перенесена туди. Всього історія складається із 155 розділів.
Видавництвом Shueisha окремі епізоди публікуються у форматі танкобону. Перший танкобон вийшов 5 січня 2002 року. 4 грудня 2014 року вийшов останній 27 танкобон. Усі томи містять по шість розділів манґи, крім першого, куди входять тільки чотири розділи та другого — п'ять розділів.
18 липня 2006 року на фестивалі San Diego Comic-Con International компанія Viz Media заявила, що отримала права на публікацію манґи Claymore на території Північної Америки. Перший розділ англійською вийшов 11 квітня 2006 року в журналі United States Shonen Jump видавництва Viz Media. Також видавництво Viz Media під лейбом Shonen Jump переклало манґу повністю і випускає її у форматі танкобону.
Манґа також публікується англійською мовою в Австралії та Новій Зеландії видавництвом Madman Entertainment вийшло 26 томів. В Іспанії та Франції манґа опубліковано видавництвом Glenat повністю. У Мексиці — видавництвом Grupo Editorial Vid. Вийшло 8 томів. В Італії — видавництвом Star Comics. У Німеччині — видавництвом Tokyopop Germany опубліковано повністю. У Росії  — видавництвом Comix-ART. Китайською мовою публікується в Тайвані видавництвом Ever Glory Publishing Co., Ltd.. На липень 2014 року було випущено 25 томів.
Клеймор має популярність у Японії. Серія увійшла в список найпопулярніших манґ в Японії за квітень та травень 2008 року.

## Аніме

Обкладинка DVD-диску

Перший анонс аніме-адаптації манґи Claymore з'явився в журналі Monthly Shonen Jump у номері за жовтень 2006 року.
26-серійний серіал був створений анімаційною студією Madhouse та включав у себе події з перших 11 томів оригінальної манґи. Прем'єра аніме відбулась 3 квітня 2007 року на японському телеканалі NTV. Серіал демонструвався в нічному ефірі щовівторка. Остання серія вийшла 25 вересня 2007 року на тому ж телеканалі.
Перший DVD-диск, випущений компанією Avex Trax, вийшов в Японії 25 липня 2007 року. На сьогодні випущено вже 9 DVD-дисків. У кожний диск входить по три серії аніме. Також компанією Avex Trax обмеженим накладом було випущено п'ять DVD-боксів. Кожний з боксів включає в себе по два DVD-диска з аніме, окрім першого боксу, куди входить тільки один DVD
15 лютого 2008 року компанія Funimation Entertainment заявила, що отримала ліцензію на випуск Клеймор у Північній Америці та випустила перший DVD у кінці 2008 року.

### Список серій аніме
| Список серій | Список серій                                        | Список серій    |
| № | Назва серії                                         | Дата виходу     |
| --- | --------------------------------------------------- | --------------- |
| 1 | Клеймор (大剣 -クレイモア-)                         | 3 квітня 2007   |
| Молодий хлопець Ракі, чию сім'ю з'їв йома, вирішує приєднатись до однієї з клейморів на ім'я Клер. |                                                     |                 |
| 2 | Чорна картка (黒の書)                               | 10 квітня 2007  |
| Клеймор Єлена вже не може контролювати свою сутність йома, але хоче померти як людина, тому посилає чорну картку - прохання про вбивство своїй єдиній подрузі - Клер. Клер виконує її бажання. |                                                     |                 |
| 3 | Пітьма в раю (まほろばの闇)                         | 17 квітня 2007  |
| Клер отримує замовлення на знищення йома в священному місті Рабона, в якому поява клейморів заборонена. Щоб проникнути в місто непоміченою їй доводить прийняти препарат, який пригнічує її сутність йома, що своєю чергою призводить до різкого падіння її бойових здібностей. Клер програє в першій битві з йома. |                                                     |                 |
| 4 | Пробудження Клер (クレアの覚醒)                     | 24 квітня 2007  |
| Клер вбиває монстра в храмі святого міста. Вивільнивши в битві забагато сили йома, Клер втрачає контроль над собою, але завдяки Ракі їй вдається взяти під контроль інстинкти йома та продовжити свої мандри. |                                                     |                 |
| 5 | Тереза Квола Посмішка (微笑みのテレサ)              | 1 травня 2007   |
| Найсильніша з клейморів на ім'я Тереза вбиває декілька йома, рятуючи таким чином маленьку дівчинку на ім'я Клер. Клер, якій більше нікуди податися, стає супутницею Терези. |                                                     |                 |
| 6 | Тереза та Клер (テレサとクレア)                     | 8 травня 2007   |
| Для того щоб врятувати Клер, Тереза порушує заборону організації на вбивство людей і стає мішенню для інших клейморів. |                                                     |                 |
| 7 | Засуджена до смерті (死者の烙印)                    | 15 травня 2007  |
| Четверо найсильніших клейморів: Ілена, Ноель, Софія та загадкова клеймора-новачок на ім'я Прісцилла, прибувають в місто, де зупинилася Тереза, та намагаються вбити її. |                                                     |                 |
| 8 | Пробудження (覚醒)                                  | 22 травня 2007  |
| Тереза з легкістю перемагає присланих для її страти клейморів, але Прісцилла, вивільнивши всі свої сили йома, прокидається. Тереза вперше в житті проявляє милосердя до переможеного супротивника за що розплачується своїм життям. Пробуджена Прісцилла вбиває Терезу та інших клейморів. У живих залишається лише Клер. |                                                     |                 |
| 9 | Мечниці (Частина 1) (斬り裂く者たち(I))             | 29 травня 2007  |
| Клер включають у групу, яка складається з клейморів Мірія, Хелен та Ден'ов, та відправляють на полювання за Ненаситним Пожирачем — колишнім воїном організації. З'ясовується що Клер 47-ма за силою серед клейморів — найслабкіша. У ніч перед зустріччю з пробудженим, Мірія тренує Клер, доводячи її до знемоги, і та, знепритомнівши, згадує стиль бою Терези. |                                                     |                 |
| 10 | Мечниці (Частина 2) (斬り裂く者たち(II))            | 5 червня 2007   |
| Загін Мірії вступає в бій із пробудженим, і попри видатні здібності Хелен та Ден'ов, отримують важкі поранення. З'ясовується минуле організації. Поранена Клер використовує отриману від Терези здатність відчувати йокі противника, тому їй з Мірією вдається знищити монстра. За боєм невідривно стежить таємнича клеймора з феноменальною чутливістю до йокі. |                                                     |                 |
| 11 | Мечниці (Частина 3) (斬り裂く者たち(III))           | 12 червня 2007  |
| Після важкого бою Мірія висловлює припущення, що організація, дезінформувавши їх, відправила групу на бій зі свідомо сильнішим супротивником, фактично вирішивши позбутися їх. Кожна з них свого часу знаходилася на межі пробудження та створювала проблеми для організації. Ден'ов на своєму прикладі доводить гіпотезу, що перейшовши межу своїх можливостей, але не остаточно прокинувшись, можна повернутися в початкову форму. |                                                     |                 |
| 12 | Незліченні надгробки (Частина 1) (果て無き墓標(I))  | 19 червня 2007  |
| Клер відправляють на полювання за ще одним пробудженим. Вона довідується, що окрім неї в команді всього одна клеймора. Нею виявляється №4 Офелія, яка, відчувши що Клер наполовину прокинулася, нападає на неї. Поява пробудженої дозволяє Клер та Ракі втекти, але Офелія, яка швидко розправилася з монстром, не полишає переслідування. Клер вирішує розділитися з Ракі, щоб уберегти його від Офелії. |                                                     |                 |
| 13 | Незліченні надгробки (Частина 2) (果て無き墓標(II)) | 26 червня 2007  |
| Клер намагається сховатися, але Офелія наздоганяє її. Їхня битва примушує Офелію визнати силу Клер. Клер втрачає в бою свою руку і вже не сподівається на перемогу, але її рятує таємнича фігура в плащі, яка з легкістю перемагає Офелію. Вона виявляється клейморою Ірен, яку вважають мертвою. Ірен погоджується навчити Клер техніці «Швидкого Меча». |                                                     |                 |
| 14 | Готова до битви (闘う資格)                          | 3 липня 2007    |
| Клер вчиться «Швидкому Мечу», але її сил бракує навіть на одну десяту наблизитися до сили та швидкості Ірен. Ірен відрубує власну праву руку й змушує Клер приростити її, щоб збільшити свою силу. Клер покидає долину, але натрапляє на Офелію, яка від відчаю від поразки прокинулася. Тим часом за Ірен приходить Рафаелла, послана вбити її. Клер перемагає Офелію. |                                                     |                 |
| 15 | Відьомська паща (Частина 1) (魔女の顎門(I))         | 10 липня 2007   |
| Організація вже три місяці не може зв'язатися з Клер. Весь цей час вона, переодягнувшись чоловіком, безуспішно розшукує Ракі. Прийшовши в місто Ханель, вона зустрічає загін клейморів під керівництвом №9 Джин, відправлений на знищення пробудженого. Через деякий час у місто повертається жахливо понівечена клеймора, яка просить Клер врятувати її загін, який потрапив у пастку. Клер виходить з міста, прямуючи в покинутий храмовий комплекс, де мешкає пробуджений. |                                                     |                 |
| 16 | Відьомська паща (Частина 2) (魔女の顎門(II))        | 17 липня 2007   |
| Клер входить у підземелля, прорубуючись крізь натовпи йома та стикається з пробудженим Дафом. Виявляється, що навіть з технікою «Швидкого Меча» їй бракує сил прорубати товстий панцир ворога. Від вірної загибелі її рятує Галатея, послана організацією знайти Клер. Разом вони б'ються з Дафом, але несподівано з'являється Ріфул - одна з найсильніших пробуджених. Галатея посилає Клер рятувати Джин, яку тримають на нижніх рівнях катакомб, а сама залишається битися з Дафом. |                                                     |                 |
| 17 | Відьомська паща (Частина 3) (魔女の顎門(III))       | 24 липня 2007   |
| Клер знаходить Джин, але вона вже майже повністю прокинулася. У Джин виявляється дуже сильна воля, тому її свідомість все ще людська. Клер допомагає Джин повернутися. Клеймори повертаються на допомогу Галатеї, яка вже майже повержена. Разом вони починають атаку. У результаті їм практично вдається перемогти Дафа, але Ріфул не може допустити смерті свого коханця, тому зупиняє клейморів. Клер вдається поранити Ріфул, яка виконує свою обіцянку та розповідає Клер, де знайти «дівчину з рогом» - Прісциллу. Галатея відмовляється від свого завдання впіймати Клер, відпускає її та Джин. |                                                     |                 |
| 18 | Північна битва (Частина 1) (北の戦乱(I))            | 31 липня 2007   |
| Після битви з Ріфул, Клер вирушає на пошуки Іслі Срібного короля. Джин слідує за нею, намагаючись відплатити свій борг. Але клеймори зустрічають посланця Організації у супроводі Рафаелли. Він примушує Джин та Клер вирушити на Північ. Клер зустрічає старих друзів: Мірію, Ден'ов та Хелен. На клейморів нападають три пробуджених. |                                                     |                 |
| 19 | Північна битва (Частина 2) (北の戦乱(II))           | 7 серпня 2007   |
| Бій був виграний, але оскільки багато мечниць жодного разу до цього не билися з пробудженими - бій був важкий, багато хто був поранений, але всі живі. А Ракі тим часом, не знайшовши Клер серед вбитих у сусідньому північному місті, рятує дівчинку від падаючого шматка стіни. Дівчинку звуть Прісцилла. |                                                     |                 |
| 20 | Північна битва (Частина 3) (北の戦乱(III))          | 14 серпня 2007  |
| Ракі просить Іслі навчити його битися на мечах. Флора примушує Клер розповісти звідки вона дістала свою нову руку. Іслі посилає свого першого помічника Рігардо на чолі армії Пробуджених у бій проти клейморів, що захищають Пієту. |                                                     |                 |
| 21 | Напад на Пієту (Частина 1) (ピエタ侵攻(I))          | 21 серпня 2007  |
| Клер та інші клеймори готуються к новій битві з Пробудженими. Ракі, Іслі та Прісцилла наближаються до Пієти. Пробуджені нападають на Пієту. Рігардо вбиває чотирьох з п'яти капітанів: Вероніку, Ундіну, Флору та смертельно ранить Джин. |                                                     |                 |
| 22 | Напад на Пієту (Частина 2) (ピエタ侵攻(II))         | 28 серпня, 2007 |
| Клер та інші клеймори б'ються проти Рігардо. Рігардо майже вдається вбити останнього капітана - Мірію, але Клер вдається частково пробудитися та врятувати її. |                                                     |                 |
| 23 | Критичний момент (Частина 1) (臨界点(I))            | 4 вересня 2007  |
| Клер вдається пробудити свої ноги, що дає їй величезну швидкість. Рігардо вивільнює всі свої сили в битві з Клер. Ракі прибуває в Пієту та бачить там напівпробуджену Клер. Клер вдається вбити Рігардо. |                                                     |                 |
| 24 | Критичний момент (Частина 2) (臨界点(II))           | 11 вересня 2007 |
| Розуміючи, що вона не зможе повернутися в свою людську подобу, Клер просить Хелен вбити її, поки вона не прокинулася остаточно. Прісцилла впізнає йокі Клер та думає, що то Тереза прийшла їй помститися. Клер, бажаючи помститися, переслідує Прісциллу. |                                                     |                 |
| 25 | Заради кого? (誰が為に)                             | 18 вересня 2007 |
| Клер та Прісцилла б'ються в жерлі вулкану. Мірія, Хелен та Ден'ов намагаються допомогти Клер, але зазнають поразки. Клер повністю пробуджується. |                                                     |                 |
| 26 | До тих, хто прийде потім (受け継ぐものへ)           | 25 вересня 2007 |
| Клер, попри те, що вивільнила всі свої сили, не може перемогти. У процесі бою Клер згадує техніки Терези та перемагає Прісциллу. Прісцилла повертається в свою людську форму. Ракі намагається зупинити Клер, але вона вже не може себе контролювати та нападає і на нього. Джин, захищаючи Ракі, потрапляє під удари Клер та помирає. Клер вдається повернутися в свою людську форму. Іслі рятує Прісциллу. Мірія, Хелен, Ден'ов та Клер вирішують покинути Організацію. |                                                     |                 |

## Музика
Відкриваюча пісня аніме — композиція «Причина існувати» (яп. レゾンデートル) японського рок-гурту Nightmare. Закриваюча композиція — «Квітка засудження Винні небеса» (яп. 断罪の花 ~Guilty Sky~) японської поп-співачки Косаки Рії.
Обидва треки вийшли окремими синглами. Першим, 30 травня 2007 року, вийшов сингл «Квітка засудження Винні небеса». Другий сингл вийшов 6 червня 2007 року.

### Сингли
Квітка засудження Винні небеса (яп. 断罪の花 ~Guilty Sky~) — перший сингл з аніме Claymore. Автор тексту та вокал — Косака Рію. Сингл вийшов у двох версіях: простій та розширеній (куди додатково до CD-диску з музичними треками увійшов DVD-диск з відеокліпом)
Список композицій:
CD — диск
| #  | Назва                                                 | Тривалість |
| -- | ----------------------------------------------------- | ---------- |
| 1. | «Danzai no Hana ~Guilty Sky~»                         | 4:21       |
| 2. | «Ignore»                                              | 4:37       |
| 3. | «DANZAI NO HANA ~Guilty Sky~»                         | 4:20       |
| 4. | «Danzai no Hana ~Guilty Sky~(інструментальна версія)» | 4:21       |
| 5. | «Ignore(інструментальна версія)»                      | 4:34       |

DVD — диск
| #  | Назва                                        | Тривалість |
| -- | -------------------------------------------- | ---------- |
| 1. | «Danzai no Hana ~Guilty Sky~(музичний кліп)» | 4:21       |
| 2. | «Danzai no Hana ～Guilty Sky～»              | 4:21       |

Причина існувати (яп. レゾンデートル) — другий сингл до аніме Клеймор. Виконується японським рок-гуртом Nightmare.
Список композицій:
| #  | Назва                                                            | Тривалість |
| -- | ---------------------------------------------------------------- | ---------- |
| 1. | «Raison d'Etre»                                                  | 3:51       |
| 2. | «Jojou Teki ni Sugita Jikan to Fukakutei na Mirai he no Requiem» | 4:45       |
| 3. | «Criminal baby»                                                  | 3:37       |

### Альбоми
25 липня 2007 року да двох CD-дисках вийшов саундтрек альбом з аніме Клеймор. В альбом входять інструментальні композиції написані японським композитором Такумі Масанорі, а також ТВ-версії відкриваючої та закриваючої композицій серіалу.
27 вересня 2007 року вийшов музичний альбом присвячений окремим героїням серіалу Claymore Intimate Persona: Character Song Shuu (яп. CLAYMORE INTIMATE PERSONA~キャラクターソング集~).
Claymore Intimate Persona: Character Song Shuu (яп. レゾンデートル  Intimate Persona ~キャラクターソング集~) — музичний альбом за мотивами аніме Клеймор.
Список композицій:
| #   | Назва                                   | Тривалість |
| --- | --------------------------------------- | ---------- |
| 1.  | «Memory (яп. 記憶, Клер)»               | 4:50       |
| 2.  | «Transfiguration (яп. 変貌, Прісцилла)» | 4:43       |
| 3.  | «Rebellion (яп. 反逆, Галатея)GALAXY»   | 5:05       |
| 4.  | «Awakening (яп. 覚醒, Ден'ов)»          | 4:09       |
| 5.  | «Hatred (яп. 憎悪, Офелія)»             | 3:48       |
| 6.  | «Hurricane (яп. 疾風, Ірен)»            | 3:42       |
| 7.  | «Eternity (яп. 永遠, Софія)»            | 5:17       |
| 8.  | «Reincarnation (яп. 転生, Тереза)»      | 4:35       |
| 9.  | «Lamentation (яп. 慟哭, Хелєн)»         | 4:49       |
| 10. | «Phantom (яп. 幻影, Мірія)»             | 4:19       |

Claymore TV Animation O.S.T — саундтрек-альбом до аніме Клеймор.
Список композицій:
Перший диск:
| #   | Назва                          | Тривалість |
| --- | ------------------------------ | ---------- |
| 1.  | «Gingan no Majo»               | 2:43       |
| 2.  | «Ookina Ken»                   | 1:44       |
| 3.  | «Youma no Okite»               | 2:21       |
| 4.  | «Sabaku to Kaze»               | 1:45       |
| 5.  | «Kirisaku Mono Tachi»          | 2:20       |
| 6.  | «Osoroshiki Fujin»             | 1:11       |
| 7.  | «Bishou no Teresa»             | 1:52       |
| 8.  | «Kanashiki Shukumei»           | 1:10       |
| 9.  | «Kakusei no Kodou»             | 1:25       |
| 10. | «Seikan naru Tatakai»          | 2:07       |
| 11. | «Shinpi to Shin'en»            | 1:40       |
| 12. | «Yobikakeru Kioku»             | 2:39       |
| 13. | «Kita no Chi to Hakugin no Ou» | 1:29       |
| 14. | «Hateshinaki Tabiji»           | 1:21       |
| 15. | «Kyoujin na Chikara»           | 1:20       |
| 16. | «Kouya no Rakujitsu»           | 1:36       |
| 17. | «Kokoro no Kizuato»            | 2:17       |

Другий диск:
| #   | Назва                            | Тривалість |
| --- | -------------------------------- | ---------- |
| 1.  | «Shoukei»                        | 1:47       |
| 2.  | «Machinami»                      | 1:35       |
| 3.  | «Den'en to Ogawa»                | 1:48       |
| 4.  | «Utsushiki Kariudo Tachi»        | 1:37       |
| 5.  | «Ayashiki Mono no Shukumei»      | 1:47       |
| 6.  | «Kyousenshi»                     | 1:56       |
| 7.  | «Kakusei he no Midare»           | 1:06       |
| 8.  | «Souzetsu na Shitou»             | 1:44       |
| 9.  | «Erabareshi Mono»                | 1:49       |
| 10. | «Haruka na Michinori»            | 1:05       |
| 11. | «Itoshisa to Nukumori»           | 1:35       |
| 12. | «Chiheisen no Kanata»            | 2:00       |
| 13. | «Ishidzukuri no Ienami»          | 1:42       |
| 14. | «Hito wo Omou Koto»              | 1:55       |
| 15. | «Fukaki Mori no Naka»            | 1:56       |
| 16. | «Raison D'etre TV»               | 1:03       |
| 17. | «Danzai no Hana ~Guilty Sky~ TV» | 1:10       |

## Відеогра
За мотивами серії для платформи Nintendo DS була створена відеогра Claymore: Gingan no Majo. Видавець — Digital Works Entertainment. Прем'єра гри відбулась 28 травня 2009 року.